# Agberto Guimarães
Agberto Guimarães, född 18 augusti 1957, är en friidrottare från Brasilien. Han deltog vid olympiska sommarspelen 1980, olympiska sommarspelen 1984 och olympiska sommarspelen 1988.